# Gai Sicini (tribú 470 aC)
Gai Sicini (en llatí: Caius Sicinius) va ser tribú de la plebs l'any 470 aC quan els tribuns de la plebs van començar a ser escollits pels comicis tribunats. Formava part de la gens Sicínia, una gens que es va distingir per la seva defensa dels drets dels plebeus.
Junt amb el seu col·lega Marc Duili va acusar Appi Claudi Sabí davant el poble, ja que Claudi Sabí s'oposava a llei Cassia agraria presentada per Espuri Cassi Viscel·lí, que demanava repartir les terres arrabassades als hèrnics a favor dels plebeus i llatins. Titus Livi l'anomena Siccius i fins i tot en un lloc Cnaeus Siccius.